# Historicidad de la Biblia
La historicidad de la Biblia es la relación entre los eventos históricos y los relatos bíblicos. Es un tema conflictivo que enfrenta a distintas tendencias enfrentadas entre los eruditos estudiosos de la Biblia, acerca de su historicidad, no necesariamente a creyentes y no creyentes. En términos de Thomas L. Thompson, es la cuestión de su "aceptabilidad como historia". Puede extenderse tanto a la Biblia hebrea (Antiguo Testamento) como al Nuevo Testamento cristiano (cuestiones del Jesús histórico y la era apostólica).
Entre los muchos campos de estudio utilizados para dilucidar la cuestión están la historia de las religiones (historia del judaísmo, historia del cristianismo), la arqueología (arqueología bíblica), la cronología (cronología bíblica), la astronomía, la lingüística (lenguas orientales bíblicas, lengua griega), la literatura comparada, etc. Los eruditos en estudios bíblicos examinan el contexto histórico del texto bíblico, la atribución de autoría de cada uno de los libros y el contraste entre la narración bíblica y las evidencias externas.
Los descubrimientos arqueológicos en ámbito bíblico de los siglos XIX y XX han sido ambivalentes: mientras que unos parecen confirmar la narrativa del Antiguo Testamento, otros la ponen en cuestión.
La fiabilidad histórica no depende de que una fuente sea infalible o esté vacía de intenciones, ya que hay fuentes que se consideran generalmente fiables a pesar de tener tales rasgos o errores (por ejemplo, Josefo).

## Materiales y métodos

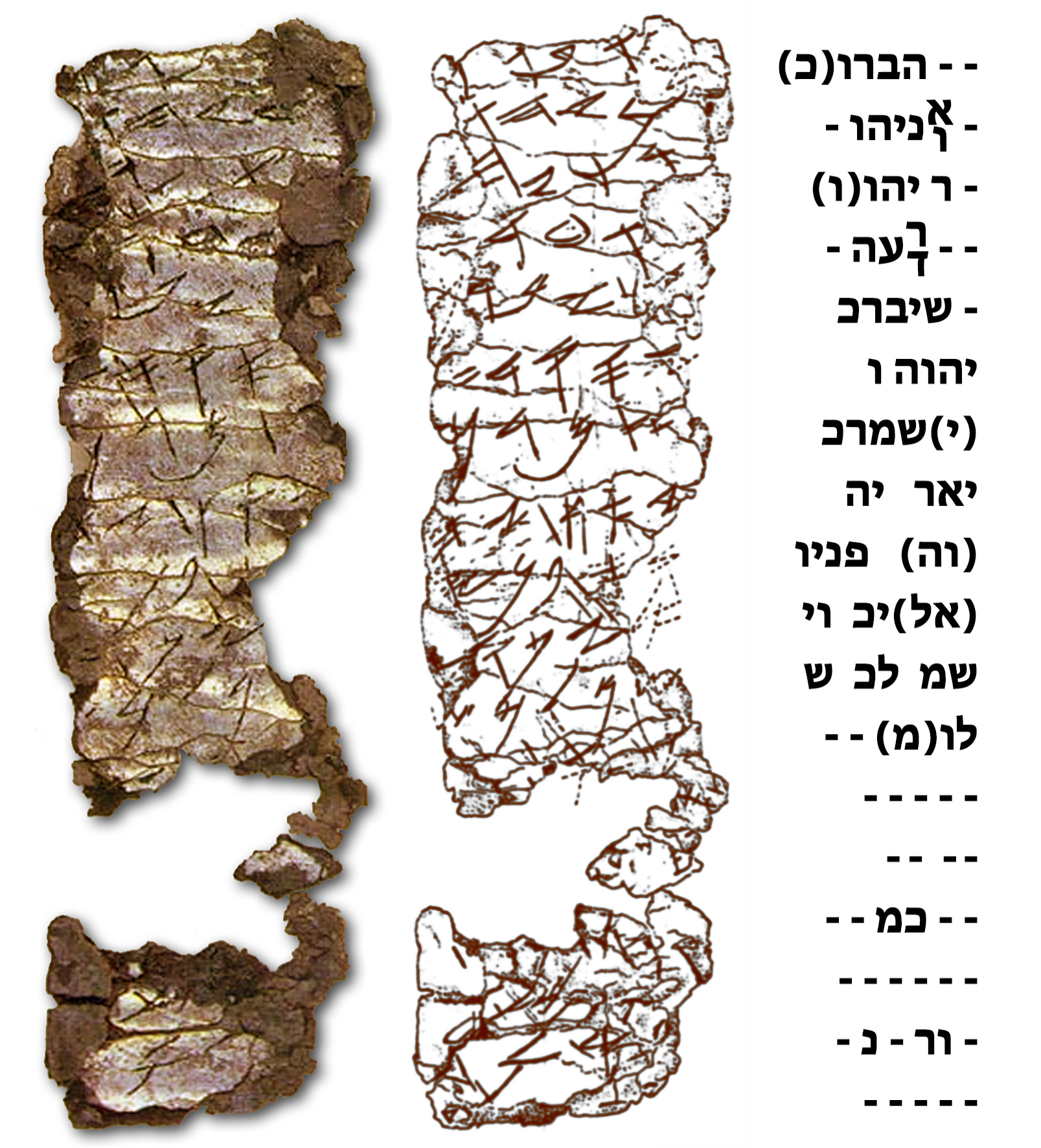
El birkat kohanim hallado en Ketef Hinnom.

### Manuscritos y cánones
Los distintos manuscritos bíblicos, ninguno de ellos autógrafos del primer redactor, y los múltiples cánones bíblicos, hacen imposible determinar la prevalencia de ninguno de ellos como única fuente.
Para determinar la fiabilidad de un manuscrito copiado, la crítica textual escruta cómo la transcripción ha pasado a través de la historia hasta su forma actual. Cuanto más grande es el volumen de los primeros textos (y sus paralelos en cada uno de ellos), mayor es la fiabilidad textual y menos oportunidades tuvo el contenido transcrito de ser cambiado a través de los años. La multiplicidad de las copias también puede ser agrupada en tipos de textos, con algunos de ellos propuestos como los más cercanos al hipotético origen. Las diferencias suelen extenderse a variaciones menores y pueden incluir, por ejemplo, desde interpolaciones de material central hasta asuntos de historicidad y doctrina, como ocurre al final del capítulo 16 del Evangelio de Marcos.
Los libros que comprenden la Biblia hebrea y el Antiguo Testamento (no exactamente iguales entre sí) están escritos en su mayor parte en hebreo bíblico y en algunos casos en arameo bíblico. Han llegado a la actualidad en distintas versiones, siendo las principales el texto masorético, los 47 libros de la Septuaginta (tradición al griego usada en el judaísmo por los judíos helenizados desde el siglo III a. C. hasta el siglo V d. C. y todavía usada en la cristiandad oriental) y el Pentateuco samaritano. Las diferencias entre esas tres tradiciones son útiles para la reconstrucción más ajustada del texto original y para trazar la historia intelectual de las distintas comunidades judías y cristianas. El fragmento más antiguo conservado es un pequeño amuleto de plata datado ca. 600 a. C., que contiene una versión de la bendición sacerdotal o bendición aaronita (ברכת כהנים, birkat kohanim): "Que el Señor haga resplandecer su rostro sobre ti..."
Según la teoría dominante (denominada "primacía griega"), el Nuevo Testamento fue escrito originalmente en koiné griega. Se conservan 5,650 copias manuscritas en esa lengua, mientras que en latín (la mayor parte en la versión Vulgata) se conservan unas diez mil. Sumadas a las escritas en otras lenguas, el total de copias manuscritas es de unas 25,000. En comparación, otros textos antiguos se han conservado en muchas menos copias: el siguiente sería la Ilíada de Homero, del que se conservan 643. El hecho de que estos textos sean los más conservados se debe tanto a su difusión y popularidad, como a haber sido más cuidadosamente custodiados que otros.
Cuando se hace una comparación entre las siete principales ediciones críticas del Nuevo Testamento griego, versículo por versículo (Tischendorf, Westcott-Hort, Von Soden, Vogels, Merk, Bover, y Nestle-Aland), el 62.9% de los versículos están libres de variantes.
La forma canónica de los cuatro evangelios (Tetramorfos) fue propuesta inicialmente por Ireneo de Lyon hacia el año 180. El resto de los muchos evangelios existentes fueron considerados "no-canónicos" o evangelios apócrifos. En su carta de Pascua del año 367, Atanasio de Alejandría proporciona una lista de obras que coincide exactamente con lo que pasó a ser el canon del Nuevo Testamento, y usó la expresión "sean canonizados" (kanonizomena) en relación con ellos. El Concilio de Roma de 382, bajo la autoridad del papa Dámaso I fijó ese canon de forma idéntica, y tomó la decisión de encargar la traducción al latín que sería conocida como Vulgata (ca. 383), hecho que fue decisivo para la fijación del canon en la cristiandad occidental.

### Textos

#### Biblia hebrea o Antiguo Testamento
La Biblia hebrea o Antiguo Testamento no es un único libro, sino una colección de textos, la mayor parte anónimos, y en su mayor parte producto de re-elaboraciones más o menos extensas antes de alcanzar su forma actual. Pertenecen a muy distintos géneros literarios; aunque se pueden distinguir entre ellos tres distintos bloques que se aproximan en forma a lo que podría entenderse como una historia narrativa en sentido moderno.
Torá o Pentateucodel Génesis al Deuteronomio
La historia de la Creación del mundo y la Creación del hombre se describe con detalle cronológico (siete días). El pecado original causa la expulsión del Paraíso y el inicio de las generaciones de los hombres, que con el Diluvio universal se exterminan, a excepción de Noé y sus descendientes, que vuelven a poblar la Tierra. Tras un nuevo castigo (la "confusión de las lenguas" en la torre de Babel), Dios escoge a Abraham para fundar su pueblo elegido (a través de su hijo Isaac y su nieto Jacob -llamado "Israel"-) y concederle Canaán, la tierra prometida (significativamente, en la narración de los mismos hechos por el Corán es Ismael y no Isaac el que transmite la condición de elegidos de Dios, en este caso al pueblo árabe). En el relato bíblico, los descendientes de los doce hijos de Jacob, convertidos en las doce tribus de Israel pasan largos años de cautividad de Egipto, de donde son milagrosamente liberados por las plagas con que Dios castiga a los egipcios; Moisés los dirige durante un prolongada travesía del desierto durante la que recibe los Diez Mandamientos.
Historia deuteronómicadel Libro de Josué al Segundo Libro de los Reyes
Las doce tribus se reparten la tierra de Canaán, conquistada bajo el liderazgo de Josué, sucesor de Moisés. El Libro de los Jueces describe un estado de constantes conflictos e inseguridad, hasta que el profeta Samuel unge a Saúl como rey de todo Israel. Saúl demuestra no ser digno, con lo que Dios elige a David como sucesor. Bajo este nuevo rey, los israelitas consiguen unificarse y derrotar a sus enemigos, conquistando un reino de grandes dimensiones, que Salomón, hijo de David, gobierna con sabiduría, consiguiendo la paz y la prosperidad. Se levanta un impresionante Templo de Jerusalén. Los sucesores de Salomón no mantienen la unidad y el reino se divide entre el reino de Judá al sur y el reino de Israel al norte, que caerán bajo poderes extranjeros: la cautividad de Nínive y la cautividad de Babilonia, al comienzo de la cual Nabucodonosor II destruye el Templo.
Historia cronísticaLibro de las Crónicas y Esdras/Nehemías
Crónicas comienza con la recensión de la historia pentatéutica y deuteronómica, con algunas diferencias de detalle. Introduce nuevo material que sigue a la caída de Jerusalén: los babilonios, que han destruido el Templo y han llevado a los judíos (el pueblo del reino de Judá) cautivos a Babilonia (donde Dios les ha seguido dando muestras de su poder, realizando prodigios), son derrotados por los persas. Ciro emite un decreto que libera a los judíos y permite reconstruir el Templo, donde las Leyes de Moisés son leídas al pueblo.
Otros
Varios otros libros proporcionan información que puede ser vista como histórica o puesta en un contexto histórico, aunque no se presentan a sí mismos como historias narrativas.
Los profetas Amós y Oseas cuentan en sus libros hechos que suceden en el reino de Israel durante el siglo VIII; el profeta Jeremías lo hace sobre los acontecimientos previos y posteriores a la caída del reino de Judá; el profeta Ezequiel sobre la cautividad de Babilonia; y otros profetas sobre varios periodos, usualmente a los que dicen ser contemporáneos.
Algunos libros se incluyen en unos cánones pero no en otros. Entre ellos, los Libros de los Macabeos son narraciones históricas de los acontecimientos del siglo II a. C. Otros no son históricos en orientación, pero se sitúan en contextos históricos o retoman historias anteriores, como el Libro de Enoc, una obra apocalíptica del siglo II a. C.

#### Nuevo Testamento
La autoría de los libros del Nuevo Testamento es un tema de bastante complejidad, y en él es difícil separar lo estrictamente académico de las creencias personales, que muestran tendencia a intentar descartar más o menos (según el caso) las tradiciones.
La autoría de las epístolas paulinas (excluyendo la Epístola a los hebreos, que en realidad ni siquiera es una epístola), hace mucho tiempo que está sujeta a debate: siete de ellas son unánimemente aceptadas como auténticas, pero las otras seis ya no suscitan un consenso tan amplio. Mayor consenso académico encontramos sobre la autoría de las demás epístolas neotestamentarias, que buena parte de los eruditos actuales consideran pseudónimos autógrafos escritos al menos una generación más tarde de los hechos que recogen. En cuanto a los evangelios, en el texto de ninguno de ellos aparece la firma del autor, pero ya en la iglesia primitiva surgieron tradiciones sobre su autoría, que han sido sujetas a un debate muy intenso; y sea como sea, sí está claro que una misma persona escribió Lucas y Hechos de los Apóstoles. El autor del Apocalipsis sí firma como Juan, pero al no dar más datos sobre sí mismo, su identidad también ha suscitado debate.
Evangelios/Hechos de los Apóstoles
En las narraciones evangélicas (literalmente "buena noticia") se localiza a Jesús en lugares más o menos concretos (Belén, Nazaret, Egipto, Galilea y Jerusalén), y se le vincula a personajes históricos de posible localización temporal (César Augusto -cuyo censo se utiliza para explicar su nacimiento en Belén "cuando Quirino gobernaba la Siria", quizá el año 6 después de Cristo-, Herodes el Grande -un rey particularmente cruel, muerto el año 4 antes de Cristo, al que el relato evangélico atribuye la recepción a los Reyes Magos y la matanza de los Inocentes-, Herodes Antipas -tetrarca de Galilea hasta el año 39 después de Cristo, que en el relato evangélico manda apresar al Bautista y matarlo, por instigación de Herodías y Salomé-, Poncio Pilato -el gobernador romano de Judea ente los años 26 y 36, que dirige el proceso judicial a Jesús-), pero con imprecisiones que no terminan de ajustarse claramente, provocando algunas dudas cronológicas (hasta Beda el Venerable no se estableció la fecha de nacimiento de Cristo usada desde entonces para establecer la era cristiana o Anno Domini, en el 3,952 Anno Mundi -de la creación del mundo según la cronología bíblica-, y que en el cómputo simplificado de San Agustín -el llamado sex aetates mundi, "seis edades del mundo"- se situaba en el 5,000 Anno Mundi, quedando un último milenio hasta la segunda venida y el fin del mundo). Al nacimiento de Jesús, rodeado de hechos sobrenaturales, y a los primeros treinta años de vida familiar (la denominada "vida privada de Jesús", poco reflejada en los Evangelios canónicos), sigue una "vida pública de Jesús", caracterizada por su predicación y milagros, y que culmina con su Pasión, muerte y resurrección, tras la que encarga a sus discípulos la "gran comisión" y asciende al Cielo, donde está sentado a la derecha de Dios Padre. Tras otro acontecimiento sobrenatural, el Pentecostés, los apóstoles extienden el mensaje cristiano, entre persecuciones y martirios, tanto entre los judíos como entre los gentiles, hasta la propia Roma.
Epístolas/Apocalipsis
Las Epístolas (literalmente "cartas") se ocupan principalmente de teología, pero sus argumentos se presentan en forma de "historia de la teología". El Apocalipsis trata de temas escatológicos (el Juicio Final y el Fin del Mundo).

### Historia escrita y leída

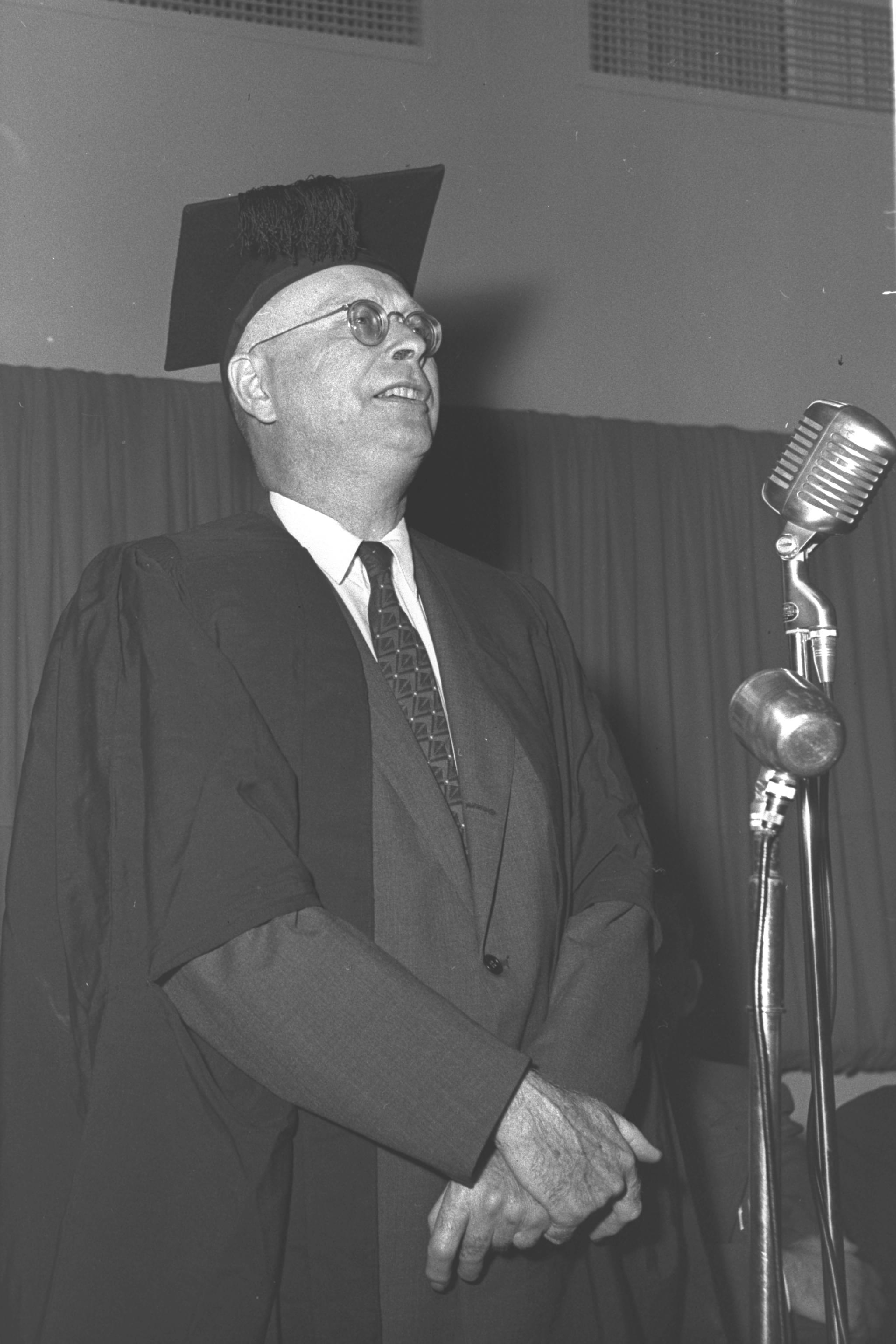
W.F. Albright, el decano de la arqueología bíblica, en 1957

### Cuestionamiento de la historicidad del Antiguo Testamento

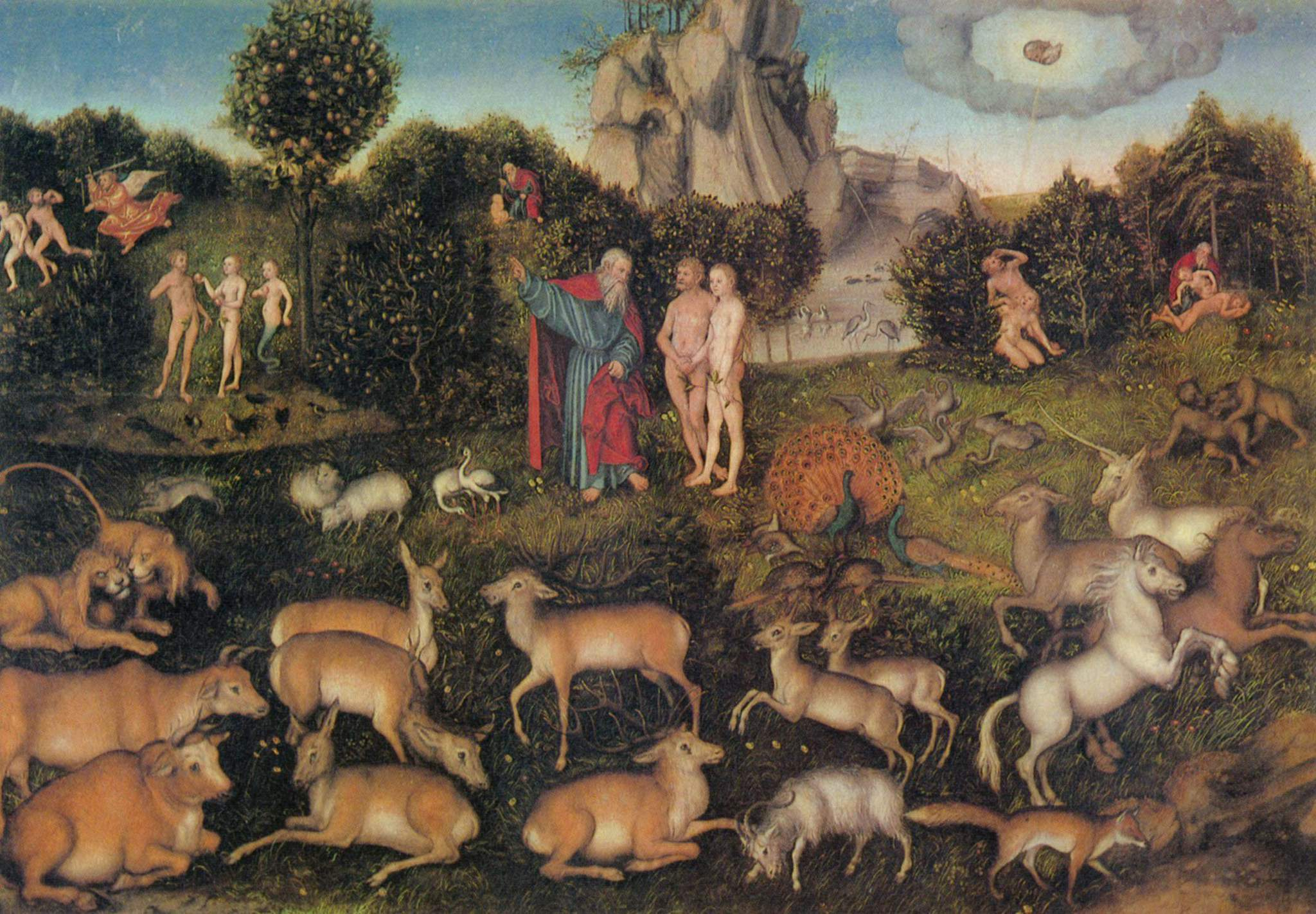
El jardín del Edén, de Lucas Cranach el Viejo.

#### Cuestionamiento erudito de la coherencia interna del texto bíblico

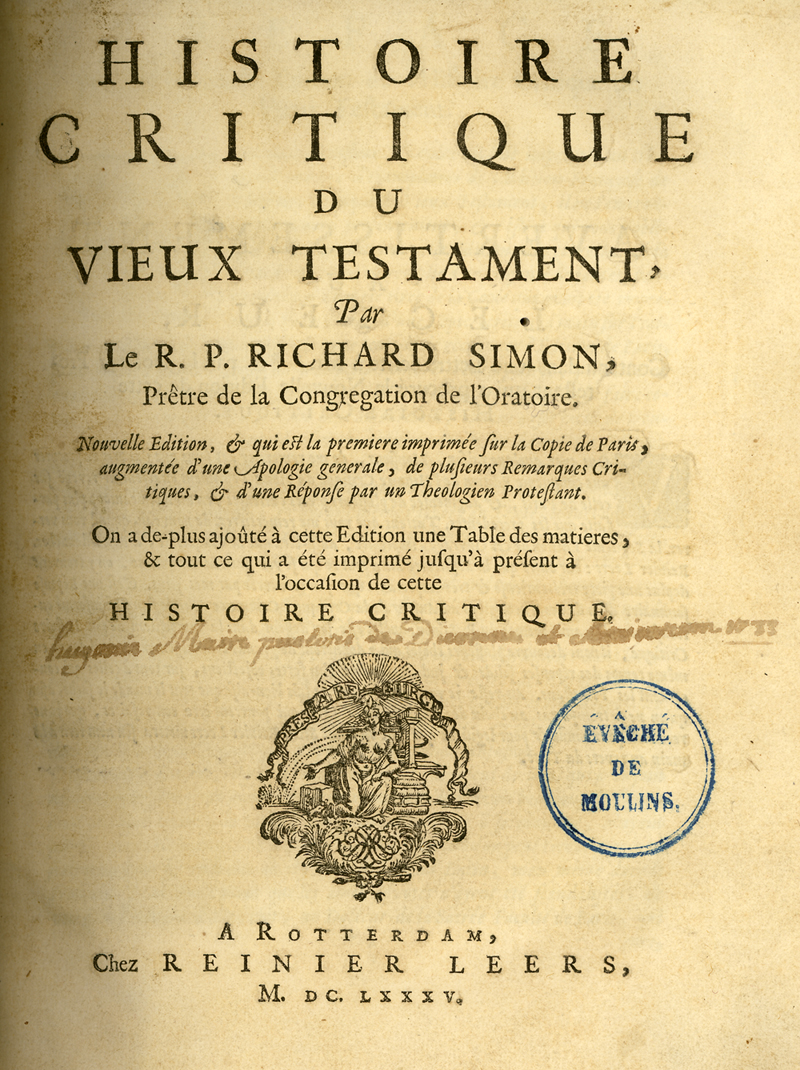
Primera página de Historia crítica de Simon, 1682.

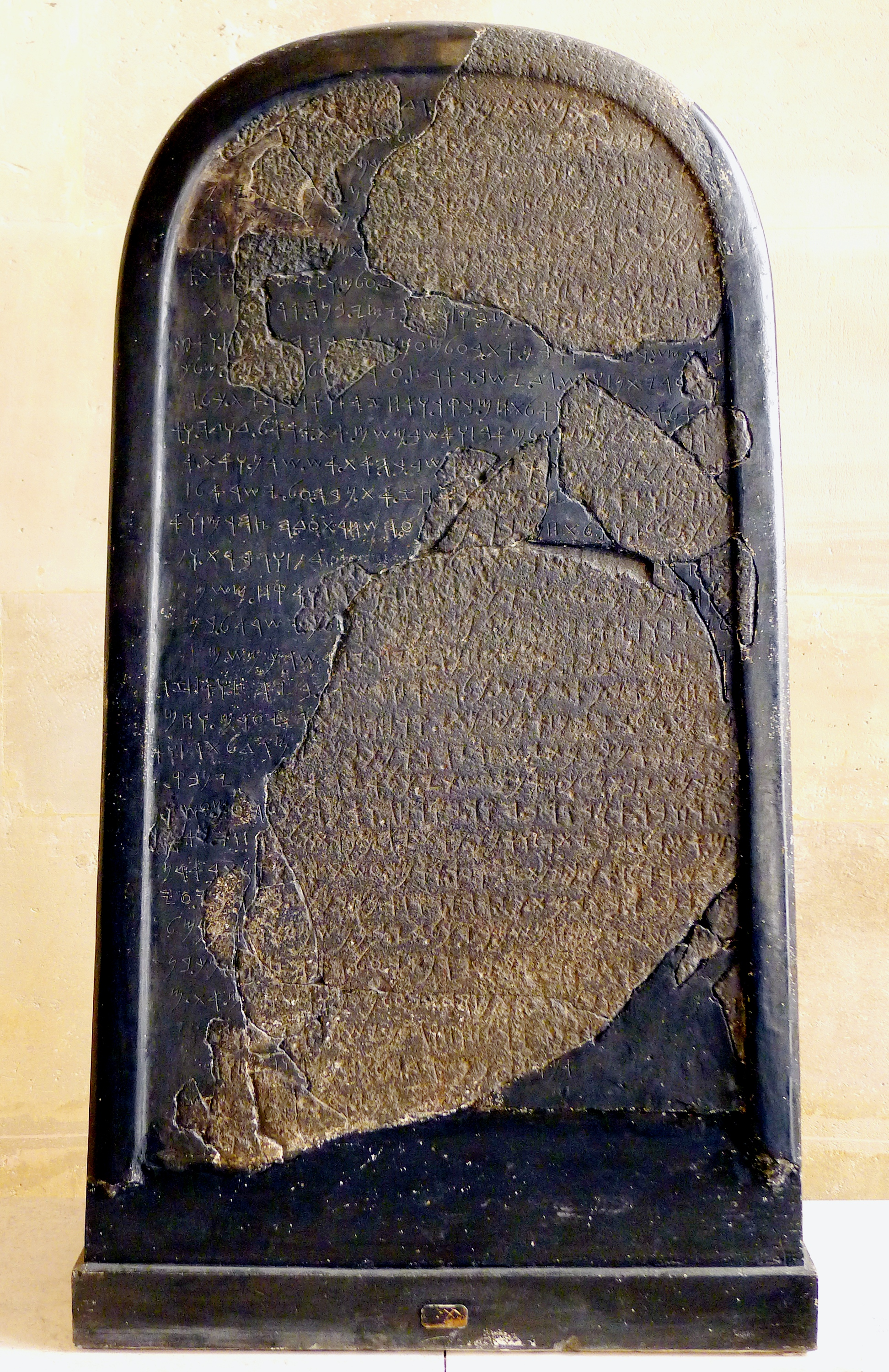
Estela de Mesa.

### Cuestionamiento de la historicidad del Nuevo Testamento

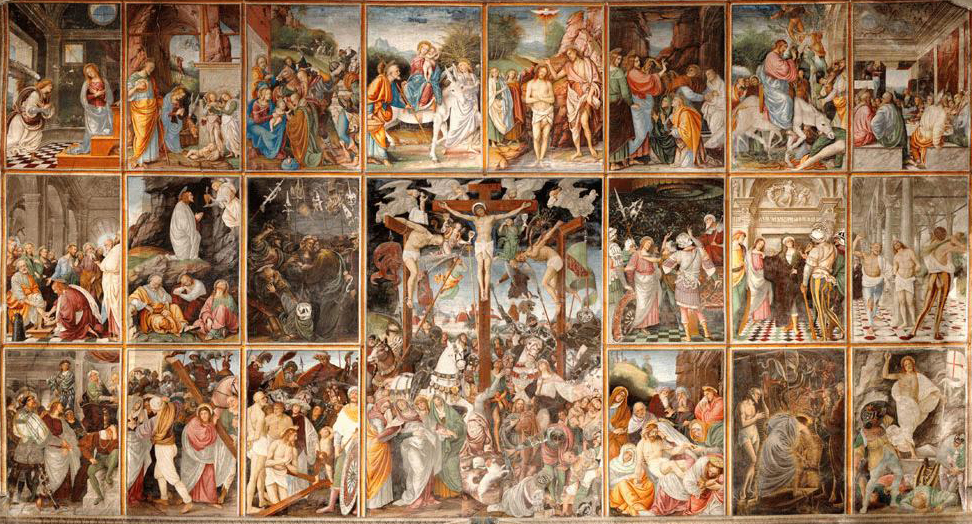
Storie di Cristo, de Gaudenzio Ferrari, 1513.

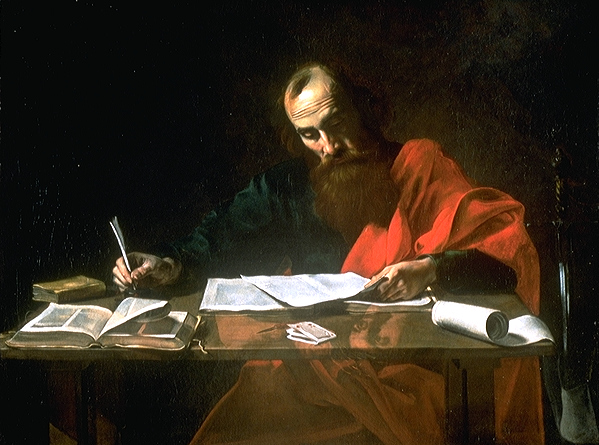
San Pablo escribiendo sus Epístolas, por Valentin de Boulogne, ca. 1618.